# Казинова Тетяна Федорівна
Тетяна Федорівна Казинова (2 січня 1914, с. Тимоніно, Бронницький повіт, Московська губернія — 1 жовтня 1984, с. Соф'їно, Московська область) — доярка колгоспу «Полум'я» Раменського району Московської області. Герой Соціалістичної Праці (07.04.1949).

## Біографія
Народилася 2 січня 1914 року в селі Тимоніно в селянській родині. Отримавши початкову освіту, з юнацтва працювала в сільському господарстві. У 1939 році переїхала в село Соф'їно Раменського району і стала працювати дояркою у місцевому колгоспі «Полум'я».
У роки війни стадо корів довелося евакуювати в Івановську область. Після закінчення війни стадо повернулось в рідний колгосп. Тетяні Казиновій разом з напарницею вдалося отримати від кожної корови по 2360 кг молока.
У 1948 році Казинова досягла найвищого виробничого результату. Від 8-ми корів вона отримала за 5349 кг молока з вмістом 198 кг молочного жиру. 
За отримання високої продуктивності в тваринництві, Указом від 7 квітня 1949 року, була удостоєна звання Героя Соціалістичної Праці та нагороджена Орденом Леніна і золотою медаллю "Серп і Молот".
Надалі Казинова продовжувала отримувати відмінні виробничі результати. Неодноразово брала участь у виставках досягнень народного господарства. 
Після 31 року роботи, в 1970 році вона пішла на відпочинок. 
Проживала у селі Соф'їно. Померла 1 жовтня 1984 року.

## Нагороди
Має такі нагороди:
- Герой Соціалістичної Праці (07.04.1949)
- Орден Леніна (07.04.1949)
- інші медалі, в тому числі срібна медаль ВДНГ.